# Brycon whitei
Brycon whitei é uma espécie de peixe pertencente à família Characidae.